# Wilhelm Reinhard (théologien)
Ne doit pas être confondu avec Wilhelm Reinhard (général).
Pour les articles homonymes, voir Reinhard.
Wilhelm Reinhard (né le 4 septembre 1860 à Neuwied et mort le 17 décembre 1922 à Stettin) est un théologien et homme politique protestant allemand. Il travaille pour l'Église protestante des anciennes provinces de Prusse et notamment en tant que surintendant général de la province ecclésiastique de Prusse-Occidentale (de) (1911-1920) et du diocèse occidental de la province ecclésiastique de Poméranie (1921-1922), ainsi que président de l'Assemblée constituante et du parlement populaire (de) de la ville libre de Dantzig (1920-1921).

## Biographie
Après le lycée de Neuwied (de), Reinhard étudie la théologie à Halle, Leipzig et Bonn. Reinhard est membre de l'Association Schwarzburg Nordalbingia Leipzig (de).
Après avoir travaillé comme vicaire provincial de l'électorat de Brandebourg et prédicateur adjoint à la cathédrale de Berlin, il travaille à la Mission intérieure (de) de 1886 à 1888. Jusqu'en 1895, il est curé à Paplitz près de Baruth, avant de déménager à Freystadt-en-Prusse-Occidentale comme surintendant de la ville et premier curé. En 1899, il devient surintendant général de la province de Prusse-Occidentale. À l'occasion de l'anniversaire de la Réforme en 1917, la Faculté de théologie de l'Université de Königsberg lui décerne un doctorat honorifique en théologie. 
À partir de 1907, Reinhard est membre du Synode général. Il siège à l'Assemblée constituante de l'État libre de Prusse et devient en 1920, en tant que chef de liste du Parti populaire national allemand (DNVP), député du parlement populaire (de) de Dantzig